# Démographie de Château-Gaillard (Ain)
Pour les articles homonymes, voir Château-Gaillard.
La démographie de Château-Gaillard, commune rurale du département de l'Ain, est caractérisée par une densité modérée et une population en croissance forte depuis 1968.
En 2014, Château-Gaillard comptait 1 999  habitants, soit une évolution de 19.8 % par rapport à 2006. La commune occupait le 81e rang en nombre d'habitants sur les 419 communes que compte le département.
L'évolution démographique, les indicateurs démographiques, la pyramide des âges, l'état matrimonial, les caractéristiques de l'emploi et le niveau de formation sont détaillées ci-après.

## Évolution démographique
L'évolution du nombre d'habitants est connue à travers les recensements de la population effectués périodiquement dans la commune depuis 1793.
Après une phase de relative stabilité au XIXe siècle et au début du XXe siècle, la commune connaît une très forte croissance à partir de 1968.
Une réforme du mode de recensement permet à l'Insee de publier les populations légales des communes annuellement à partir de 2006. Pour les communes de moins de 10 000 habitants, les recensements ont lieu tous les cinq ans, les populations légales intermédiaires sont quant à elles estimées par calcul. Le premier recensement exhaustif de la commune entrant dans le cadre de ce nouveau dispositif a eu lieu en 2004.
En 2014, Château-Gaillard comptait 1 999  habitants, soit une évolution de 19.8 % par rapport à 2006. La commune occupait le 81e rang en nombre d'habitants sur les 419 communes que compte le département.
| 1793 | 1800 | 1806 | 1821 | 1831 | 1836 | 1841 | 1846 | 1851 |
| ---- | ---- | ---- | ---- | ---- | ---- | ---- | ---- | ---- |
| 700  | 533  | 542  | 602  | 628  | 622  | 594  | 621  | 651  |

| 1856 | 1861 | 1866 | 1872 | 1876 | 1881 | 1886 | 1891 | 1896 |
| ---- | ---- | ---- | ---- | ---- | ---- | ---- | ---- | ---- |
| 635  | 608  | 580  | 541  | 566  | 554  | 573  | 537  | 512  |

| 1901 | 1906 | 1911 | 1921 | 1926 | 1931 | 1936 | 1946 | 1954 |
| ---- | ---- | ---- | ---- | ---- | ---- | ---- | ---- | ---- |
| 468  | 443  | 418  | 401  | 433  | 457  | 409  | 421  | 401  |

| 1962 | 1968 | 1975 | 1982 | 1990  | 1999  | 2004  | 2009  | 2014  |
| ---- | ---- | ---- | ---- | ----- | ----- | ----- | ----- | ----- |
| 428  | 439  | 698  | 832  | 1 027 | 1 370 | 1 605 | 1 760 | 1 999 |

## Indicateurs démographiques

### Densité
La densité de la population de Château-Gaillard est passée de 27,3 habitants/km2 en 1968 à 109,6 en 2009. Cette densité est, en 2009, 1,1 fois plus forte que la densité moyenne du département de l'Ain (102,2) et 1 fois que celle de la France métropolitaine (114,8).
Cet indicateur situe la commune au 115e rang au niveau départemental (sur 419 communes) et au 7 544e au niveau national (France métropolitaine), sur 36 575 communes.
|                           | Château-Gaillard | Château-Gaillard | Château-Gaillard | Château-Gaillard | Château-Gaillard | Château-Gaillard | Ain     | France     |
|                           | 1968             | 1975             | 1982             | 1990             | 1999             | 2009             | 2009    | 2009       |
| ------------------------- | ---------------- | ---------------- | ---------------- | ---------------- | ---------------- | ---------------- | ------- | ---------- |
| Population                | 439              | 698              | 832              | 1 027            | 1 370            | 1 760            | 588 853 | 62 465 709 |
| Densité moyenne (hab/km²) | 27,3             | 43,5             | 51,8             | 63,9             | 85,3             | 109,6            | 102,2   | 114,8      |

### Soldes naturels et migratoires
L'augmentation moyenne annuelle s'est relativement tassée depuis les années 1970. De 6,9 % sur la période 1968-1975, elle est passée à 2,5 % sur la période 1999-2009, quand celle du département de l'Ain a baissé de 1,5 % à 1,3 %. Le solde naturel annuel, qui est la différence entre  le nombre de naissances et le nombre de décès enregistrés au cours d'une même année, connaît une forte augmentation, puisque la variation annuelle due au solde naturel passe de 0,2 à 1. L'augmentation du taux de natalité, qui passe de 13,8 % à 14 %, est en fait relativement compensée par la baisse du taux de mortalité, qui parallèlement passe de 10,9 à 8,6.
Le flux migratoire connaît un recul, le taux annuel passant de 6,7 à 1,5 %, traduisant une baisse des implantations nouvelles dans la commune.
Le taux de natalité est passé de 13,8 ‰ sur la période 1968-1975 à 14 ‰  sur la période 1999-2009. Celui du département était sur la période 1999-2009 de 12,5 ‰ et celui de la France métropolitaine de  12,8 ‰.
Le taux de mortalité est quant à lui passé de 11,9 ‰ sur la période 1968-1975 à 4 ‰  sur la période 1999-2009. Celui du département était sur cette dernière période de 7,6 ‰ et celui de la France de 8,8 ‰.
Evolution sur la période 1968-2009
|             |                                                    | 1968 à 1975 | 1975 à 1982 | 1982 à 1990 | 1990 à 1999 | 1999 à 2009 |
| ----------- | -------------------------------------------------- | ----------- | ----------- | ----------- | ----------- | ----------- |
| Commune     | Variation annuelle moyenne de la population (en %) | 6,9         | 2,5         | 2,7         | 3,3         | 2,5         |
| Commune     | - due au solde naturel (en %)                      | 0,2         | 0,2         | 0,6         | 0,5         | 1           |
| Commune     | - due au solde apparent des entrées sorties (en %) | 6,7         | 2,3         | 2,1         | 2,8         | 1,5         |
| Commune     | Taux de natalité (en ‰)                            | 13,8        | 10,2        | 12,6        | 11,2        | 14          |
| Commune     | Taux de mortalité (en ‰)                           | 11,9        | 8,1         | 6,6         | 6,3         | 4           |
| Département | Variation annuelle moyenne de la population (en %) | 1,5         | 1,5         | 1,5         | 1           | 1,3         |
| France      | Variation annuelle moyenne de la population (en %) | 0,8         | 0,5         | 0,5         | 0,4         | 0,7         |

Mouvements naturels sur la période 1999-2009

## Pyramide des âges
La pyramide des âges, à savoir la répartition par sexe et âge de la population, de la commune de Château-Gaillard en 2009 ainsi que, comparativement, celle du département de l'Ain la même année, sont représentées avec les graphiques ci-dessous.
La population de la commune comporte 48,9 % d'hommes et 51,1 % de femmes. Les tranches pour lesquelles le déséquilibre est le plus prononcé en faveur des femmes sont les tranches 75-90 ans (+12,5 % de femmes) et 90 ans et + (+50 % de femmes).

La population de la commune a vieilli entre 1999 et 2009, le taux des personnes de 60 ans et plus passant de 13 % à 17 %, à l'instar des populations du département et de la France qui sont aussi passées respectivement de 18 à 20 % pour le Département et de 20 à 23 % pour la France métropolitaine.
|                | Château-Gaillard | Château-Gaillard | Château-Gaillard | Château-Gaillard | Ain  | Ain  | France | France |
|                | 2009             | 2009             | 1999             | 1999             | 2009 | 1999 | 2009   | 1999   |
| -------------- | ---------------- | ---------------- | ---------------- | ---------------- | ---- | ---- | ------ | ------ |
|                | nb               | %                | nb               | %                | %    | %    | %      | %      |
| Ensemble       | 1760             | 100              | 1370             | 100              | 100  | 100  | 100    | 100    |
| 0-14 ans       | 391              | 22               | 337              | 25               | 21   | 21   | 18     | 19     |
| 15-29 ans      | 277              | 16               | 229              | 17               | 17   | 19   | 19     | 20     |
| 30-44 ans      | 451              | 26               | 356              | 26               | 22   | 23   | 20     | 22     |
| 45-59 ans      | 343              | 19               | 259              | 19               | 20   | 19   | 20     | 18     |
| 60-74 ans      | 214              | 12               | 143              | 10               | 13   | 12   | 14     | 13     |
| 75 ans ou plus | 84               | 5                | 46               | 3                | 7    | 6    | 9      | 7      |

 1999  2009

## État matrimonial
En 2009, la commune comptait 29,4 % de célibataires, 57,4 % de personnes mariées, 5 % de veufs ou veuves et 8,2 % de divorcé(e)s. Le taux de personnes mariées apparaît ainsi supérieur à celui du département (52,5 %) mais aussi de la France (47,5 %).
|               | Château-Gaillard | Château-Gaillard | Château-Gaillard | Ain    | France |
| ------------- | ---------------- | ---------------- | ---------------- | ------ | ------ |
|               | Hommes           | Femmes           | Total            | Total  | Total  |
| Célibataires  | 31,2 %           | 27,6 %           | 29,4 %           | 33,3 % | 37,5 % |
| Marié(e)s     | 59 %             | 55,9 %           | 57,4 %           | 52,5 % | 47,5 % |
| Veufs, veuves | 3,2 %            | 6,8 %            | 5 %              | 6,8 %  | 7,7 %  |
| Divorcé(e)s   | 6,6 %            | 9,7 %            | 8,2 %            | 7,4 %  | 7,4 %  |

Le premier recensement exhaustif de la commune dans le cadre du nouveau dispositif de recensement de la population a eu lieu en 2004. Pour les communes de moins de 10 000 habitants, le recensement étant réalisé tous les 5 ans, 2009 est une année de recensement exhaustif. La répartition de la population de 15 ans ou plus par sexe, âge et état matrimonial légal en 2009 est présentée dans le tableau suivant.
|                | Hommes       | Hommes    | Hommes        | Hommes      | Hommes   | Femmes       | Femmes    | Femmes        | Femmes      | Femmes   | Total        | Total     | Total         | Total       | Total    |
|                | Célibataires | Marié(e)s | Veufs, veuves | Divorcé(e)s | Ensemble | Célibataires | Marié(e)s | Veufs, veuves | Divorcé(e)s | Ensemble | Célibataires | Marié(e)s | Veufs, veuves | Divorcé(e)s | Ensemble |
| -------------- | ------------ | --------- | ------------- | ----------- | -------- | ------------ | --------- | ------------- | ----------- | -------- | ------------ | --------- | ------------- | ----------- | -------- |
| 15 à 19 ans    | 56           | 0         | 0             | 0           | 56       | 58           | 0         | 0             | 0           | 58       | 114          | 0         | 0             | 0           | 114      |
| 20 à 24 ans    | 50           | 0         | 0             | 0           | 50       | 39           | 3         | 0             | 0           | 42       | 89           | 3         | 0             | 0           | 92       |
| 25 à 39 ans    | 64           | 77        | 1             | 4           | 146      | 69           | 100       | 1             | 15          | 185      | 133          | 177       | 2             | 19          | 331      |
| 40 à 54 ans    | 35           | 156       | 3             | 30          | 224      | 23           | 155       | 5             | 34          | 217      | 58           | 311       | 8             | 64          | 441      |
| 55 à 64 ans    | 2            | 79        | 2             | 5           | 88       | 2            | 76        | 7             | 11          | 96       | 4            | 155       | 9             | 16          | 184      |
| 65 à 79 ans    | 1            | 68        | 11            | 5           | 85       | 1            | 51        | 15            | 6           | 73       | 2            | 119       | 26            | 11          | 158      |
| 80 ans ou plus | 0            | 13        | 4             | 0           | 17       | 2            | 8         | 20            | 2           | 32       | 2            | 21        | 24            | 2           | 49       |
| Ensemble       | 208          | 393       | 21            | 44          | 666      | 194          | 393       | 48            | 68          | 703      | 402          | 786       | 69            | 112         | 1369     |

## Emploi
En 2009, les employés représentaient, avec 292 emplois, la catégorie socioprofessionnelle la plus importante de la population active de la commune (22,1 % contre 16,1 au niveau départemental). En 1999, ils étaient 148 et représentaient 14 % de la population active.
La commune comptait par ailleurs, en 2009, 256 retraités, soit 19,3 % de la population de la commune et 8 % de moins que le taux départemental. Cet écart s'est toutefois réduit par rapport à celui de 1999 puisqu'il était alors de -3,8 %.
|                                                   | Château-Gaillard | Château-Gaillard | Château-Gaillard | Château-Gaillard | Ain  | Ain  | France | France |
| ------------------------------------------------- | ---------------- | ---------------- | ---------------- | ---------------- | ---- | ---- | ------ | ------ |
| 2009                                              | 2009             | 1999             | 1999             | 2009             | 1999 | 2009 | 1999   |        |
| nb                                                | %                | nb               | %                | %                | %    | %    | %      |        |
| Ensemble                                          | 1 324            | 100              | 1 056            | 100              | 100  | 100  | 100    | 100    |
| Agriculteurs exploitants                          | 4                | 0,3              | 32               | 3                | 0,9  | 1,4  | 1      | 1,4    |
| Artisans, commerçants, chefs d'entreprise         | 40               | 3                | 52               | 4,9              | 3,7  | 4,2  | 3,3    | 3,5    |
| Cadres et professions intellectuelles supérieures | 76               | 5,7              | 44               | 4,2              | 8    | 5,9  | 8,7    | 6,7    |
| Professions intermédiaires                        | 268              | 20,2             | 136              | 12,9             | 15,5 | 13,2 | 13,9   | 12,1   |
| Employés                                          | 292              | 22,1             | 148              | 14               | 16,8 | 16,1 | 16,6   | 16,5   |
| Ouvriers                                          | 232              | 17,5             | 216              | 20,5             | 16,8 | 18,6 | 13,5   | 14,9   |
| Retraités                                         | 256              | 19,3             | 196              | 18,6             | 24,2 | 20,9 | 26,2   | 22,4   |
| Autres personnes sans activité professionnelle    | 156              | 11,8             | 232              | 22               | 14   | 19,8 | 16,9   | 22,6   |

 1999  2009
En 2009, année de recensement exhaustif, la répartition de la population de 15 ans ou plus de la commune par sexe, âge et catégorie socioprofessionnelle est, comparativement à celle du département, la suivante :
|                                                   | Château-Gaillard | Château-Gaillard                   | Château-Gaillard                   | Château-Gaillard                   | Château-Gaillard                   | Château-Gaillard | Ain     | Ain                                | Ain                                | Ain                                | Ain                                | Ain  |
| Hommes                                            | Femmes           | Part en % de la population âgée de | Part en % de la population âgée de | Part en % de la population âgée de | Part en % de la population âgée de | Hommes           | Femmes  | Part en % de la population âgée de | Part en % de la population âgée de | Part en % de la population âgée de | Part en % de la population âgée de |      |
| Hommes                                            | Femmes           | 15 à 24 ans                        | 25 à 54 ans                        | 55 ans ou +                        | Ensemble                           | Hommes           | Femmes  | 15 à 24 ans                        | 25 à 54 ans                        | 55 ans ou +                        | Ensemble                           |      |
| ------------------------------------------------- | ---------------- | ---------------------------------- | ---------------------------------- | ---------------------------------- | ---------------------------------- | ---------------- | ------- | ---------------------------------- | ---------------------------------- | ---------------------------------- | ---------------------------------- | ---- |
| Ensemble                                          | 616              | 708                                | 100                                | 100                                | 100                                | 100              | 255 436 | 273 463                            | 100                                | 100                                | 100                                | 100  |
| Agriculteurs exploitants                          | 4                | 0                                  | 0                                  | 1                                  | 0                                  | 0,3              | 3 221   | 893                                | 0,1                                | 1,1                                | 0,6                                | 0,8  |
| Artisans, commerçants, chefs d'entreprise         | 20               | 20                                 | 0                                  | 5                                  | 1                                  | 3                | 10 609  | 4 012                              | 0,6                                | 4,3                                | 1,6                                | 2,8  |
| Cadres et professions intellectuelles supérieures | 44               | 32                                 | 0                                  | 8                                  | 3                                  | 5,7              | 26 145  | 15 544                             | 1,3                                | 12,9                               | 3,8                                | 7,9  |
| Professions intermédiaires                        | 164              | 104                                | 12                                 | 30                                 | 2                                  | 20,2             | 38 104  | 39 845                             | 9                                  | 24,4                               | 4,1                                | 14,7 |
| Employés                                          | 52               | 240                                | 9                                  | 30                                 | 11                                 | 22,1             | 19 492  | 66 949                             | 16,6                               | 24,7                               | 4,9                                | 16,3 |
| Ouvriers                                          | 176              | 56                                 | 35                                 | 20                                 | 4                                  | 17,5             | 63 169  | 19 974                             | 18,1                               | 23,7                               | 3,9                                | 15,7 |
| Retraités                                         | 116              | 140                                | 0                                  | 1                                  | 68                                 | 19,3             | 65 670  | 78 506                             | 0                                  | 0,5                                | 74,8                               | 27,3 |
| Autres personnes sans activité professionnelle    | 40               | 116                                | 44                                 | 6                                  | 10                                 | 11,8             | 29 026  | 47 741                             | 54,3                               | 8,4                                | 6,1                                | 14,5 |

## Niveau de formation
Le taux de personnes non scolarisées sans diplôme a augmenté entre 1999 (15,7 %) et 2009 (15,9 %). Il est inférieur à celui de l'Ain (17,1 %)  et à celui de la France métropolitaine (18,3 %).
Parallèlement le taux de personnes titulaires d'un diplôme de l'enseignement supérieur long est passé de 3,6 % en 1999 à 6,3 % en 2009, un taux inférieur à celui de l'Ain (10,6 %) et au taux national relatif à la France métropolitaine (12,7 %).
|                                                           | Château-Gaillard | Château-Gaillard | Château-Gaillard | Château-Gaillard | Ain  | Ain  | France | France |
| --------------------------------------------------------- | ---------------- | ---------------- | ---------------- | ---------------- | ---- | ---- | ------ | ------ |
| 2009                                                      | 2009             | 1999             | 1999             | 2009             | 1999 | 2009 | 1999   |        |
| nb                                                        | %                | nb               | %                | %                | %    | %    | %      |        |
|                                                           | 1239             | 100              | 928              | 100              | 100  | 100  | 100    | 100    |
| Aucun diplôme                                             | 197              | 15,9 %           | 146              | 15,7 %           | 17,1 | 18,4 | 18,3   | 20     |
| Titulaires du certificat d'études primaires               | 140              | 11,3 %           | 168              | 18,1 %           | 11,2 | 18,4 | 11,1   | 17,6   |
| Titulaires du BEPC, brevet des collèges                   | 87               | 7 %              | 78               | 8,4 %            | 5,7  | 7,4  | 6,3    | 8,1    |
| Titulaires d'un CAP ou d'un BEP                           | 416              | 33,6 %           | 340              | 36,6 %           | 26,5 | 27,6 | 24     | 25     |
| Titulaires d'un baccalauréat ou d'un brevet professionnel | 195              | 15,7 %           | 109              | 11,7 %           | 16,4 | 12,4 | 15,9   | 12,1   |
| Titulaires d'un diplôme de l'enseignement supérieur court | 126              | 10,2 %           | 54               | 5,8 %            | 12,5 | 8,8  | 11,8   | 8,5    |
| Titulaires d'un diplôme de l'enseignement supérieur long  | 78               | 6,3 %            | 33               | 3,6 %            | 10,6 | 7    | 12,7   | 8,8    |

 1999  2009